# Les Combes
Les Combes är en kommun i departementet Doubs i regionen Bourgogne-Franche-Comté i östra Frankrike. Kommunen ligger i kantonen Morteau som tillhör arrondissementet Pontarlier. År 2022 hade Les Combes 770 invånare.

## Befolkningsutveckling
Antalet invånare i kommunen Les Combes
Referens:INSEE